# 19 Lupi
19 Lupi (a Lupi) é uma estrela na direção da Lupus. Possui uma ascensão reta de 14h 37m 20.17s e uma declinação de −46° 08′ 00.3″. Sua magnitude aparente é igual a 5.39. Considerando sua distância de 1336 anos-luz em relação à Terra, sua magnitude absoluta é igual a −2.67. Pertence à classe espectral K0III.